# 卡里·塔科
卡里·塔科（芬蘭語：Kari Takko，1962年6月23日—），芬兰男子冰球运动员，场上位置是守门员。他曾代表芬兰国家队参加1984年冬季奥林匹克运动会冰球比赛，获得第六名。